# Querida Bamako
Querida Bamako  es una película española del año 2007.

## Sinopsis
Moussa es un joven de Burkina Faso. Vive en la aldea donde nació con sus padres, su familia y su mujer, Fátima, aunque él prefiere llamarla "Bamako", porque es allí, en la capital de Malí, donde la conoció, antes de casarse y tener a su bebé, Mamadou. El campo da lo justo para comer, pero ese precario equilibrio se ha roto últimamente debido a la larga sequía. Empujado por la responsabilidad de ayudar a la familia, y tras pedir la opinión de los ancianos de su aldea, Moussa decide emigrar a Europa.

## Reparto
- Gorsy Edú
- Djédjé Apali
- Esther Vallés